# Agatha Christie - Perché non l'hanno chiesto a Evans?
Agatha Christie - Perché non l'hanno chiesto a Evans? (Why Didn't They Ask Evans?) è una miniserie televisiva britannica del 2022, diretta e scritta da Hugh Laurie e basata sull'omonimo romanzo di Agatha Christie.

## Trama
Mentre accompagna un amico su un campo da golf a picco sul mare, Bobby Jones, un giovane ex ufficiale di marina, sente urlare e vede che un uomo è caduto ai piedi della scogliera. Quando Bobby lo trova, l'uomo pronuncia una frase misteriosa: "Perché non l'hanno chiesto a Evans?", e subito dopo muore. Bobby lo affida a un uomo di passaggio, Roger Bassington-ffrench, e corre a cercare aiuto.
Nel paese viene istituita una inchiesta per stabilire le cause della morte dell'uomo, Alexander Pritchard: vengono chiamati a testimoniare, tra gli altri, la sorella del defunto, Amelia Cayman, il medico locale e anche Bobby.
L'inchiesta è un pro-forma, e qualcosa non è chiaro: sui giornali infatti viene pubblicata una foto che si trovava nelle tasche del morto, ma secondo Bobby la foto non è la stessa che lui ha visto addosso a Pritchard, e sospetta che Roger Bassington-ffrench l'abbia sostituita con una della donna che si è presentata come la sorella del morto.
Dopo aver subito un tentativo di avvelenamento e aver notato la comparsa di un sinistro individuo in paese, Bobby decide di indagare sulla vicenda insieme all'amica lady Frances Derwent.
I due trovano il modo di introdursi nella villa dei Bassington-ffrench, scoprendo un intrigo che collega la prima vittima al recente suicidio di un milionario.

## Puntate
| n° | Titolo originale | Titolo italiano | Pubblicazione UK | Prima TV Italia |
| -- | ---------------- | --------------- | ---------------- | --------------- |
| 1  | Episode 1        | Episodio 1      | 14 aprile 2022   | 25 giugno 2022  |
| 2  | Episode 2        | Episodio 2      | 14 aprile 2022   | 25 giugno 2022  |
| 3  | Episode 3        | Episodio 3      | 14 aprile 2022   | 25 giugno 2022  |

## Produzione
Nell’aprile 2021 è stato annunciato che Hugh Laurie avrebbe adattato il romanzo in una miniserie per BritBox nel 2022. Le riprese hanno avuto luogo nel Surrey, principalmente nel villaggio di Shere, tra il giugno e l’agosto 2021, e al Three Cliffs Bay a Swansea.

## Distribuzione
Nel Regno Unito la miniserie è stata interamente pubblicata sulla piattaforma streaming BritBox il 14 aprile 2022.
In Italia l'intera miniserie è stata trasmessa il 25 giugno 2022 su Sky Investigation.

## Accoglienza
Sull'aggregatore di recensioni Rotten Tomatoes la miniserie ottiene il 100% delle recensioni professionali positive, con un voto medio di 7,50 su 10 basato su 10 critiche, mentre su Metacritic ha un punteggio di 78 su 100 basato su 6 recensioni.